# Kirbya pacifica
Kirbya pacifica är en tvåvingeart som först beskrevs av Charles Howard Curran 1927.  Kirbya pacifica ingår i släktet Kirbya och familjen parasitflugor.
Artens utbredningsområde är Kalifornien. Inga underarter finns listade i Catalogue of Life.